# Дарковац
Дарковац је насељено место у општини Чаглин, у Славонији, Република Хрватска.

## Историја
До територијалне реорганизације у Хрватској насеље се налазило у саставу бивше велике општине Славонска Пожега.

## Становништво
Насеље је према попису становништва из 2011. године имало 16 становника.
| Националност       | 1991.       |
| Срби               | 10 (83,33%) |
| Хрвати             | 0           |
| Југословени        | 0           |
| остали и непознато | 2 (16,66%)  |
| Укупно             | 12          |